# DTM Race Driver 2
DTM Race Driver 2 (englischer Originaltitel: TOCA Race Driver 2) ist der Nachfolger des Computerspiels DTM Race Driver und der Vorgänger von DTM Race Driver 3.

## Allgemeines
In der PS2-Variante stehen 33 Meisterschaften, 52 authentische Rennstrecken wie zum Beispiel Hockenheimring, Zandvoort, Norisring, Laguna Seca, EuroSpeedway Lausitz und über 15 Motorsportklassen wie zum Beispiel die namensgebende DTM, GT, V8 Supercar, Mustang Challenge, Formula Ford, Supertrucks, Supercar Cup oder auch Rally zur Verfügung.
Bis zu 21 Rennwagen können gleichzeitig auf einer Strecke dargestellt werden. Die realistische Grafik und das realistisch simulierte Schadensmodell versuchen, ein echtes Rennflair zu erzeugen. Es gibt wie im Vorgänger einen Karrieremodus, in dem man teilweise Einfluss auf die zu fahrenden Rennklassen nehmen kann. Im Arcade-Modus kann man sich ein individuelles Rennen zusammenstellen. Je weiter man in der Karriere kommt, desto mehr Anpassungsmöglichkeiten spielt man für den Arcade-Modus frei.

## Spielvariationen
Als einzelner Spieler kann man DTM Race Driver 2 sowohl im Karriere-Modus als auch im Arcade-Modus spielen. Der Mehrspielermodus ermöglicht über Netzwerk gemeinsame Rennen für bis zu 12 Spieler. Es gibt außerdem einen Simulatormodus und Zeitfahren.

## Kritik und Bewertung
Das Spiel wurde von der Zeitschrift Play Station 2 Star mit 90 % bewertet, von der Spielezeitschrift Video Games aktuell bekam es die Auszeichnung „Top-Hit“ und die Zeitschrift Play The Playstation sagte dazu „1A Rennspiel-Simulation; Prall gefülltes Racing-Komplettpaket.“ Bei der Zeitschrift PlayZone bekam es den Titel „Hit“ und bei Play King die „Goldene Krone“.
Im direkten Vergleich zum Konkurrenzprodukt Gran Turismo 4 ist der Vorteil des DTM-2-Spiels das Schadensmodell, das bei GT 4 nicht eingebaut ist, allerdings verfügt GT 4 über die bessere Grafik.